# هوانوردی ای‌ال‌ای
هوانوردی ای‌ال‌ای یا هوانوردی الا (به انگلیسی: ELA Aviación)  تولید کننده اسپانیایی هواپیما و هلی‌کوپتر مستقر در کوردوبا، اندلس است.
شرکت ای‌ال‌ای مشارکت محدود، شرکت با مسئولیت محدود اسپانیایی است.
این شرکت در سال ۱۹۹۶ تشکیل شد و شروع به طراحی و تولید بالگردهای کابین باز خانواده ای‌ال‌ای ۰۷ باز کرد، از جمله بالگرد کشاورزی ای‌ال‌ای ۰۷ آگرو، بالگرد تفریحی، توریستی ای‌ال‌ای ۰۷ کوگر و بالگرد آموزشی ای‌ال‌ای ۰۷اس . این شرکت همچنین بالگرد ای‌ال‌ای ۱۰ اکلیپس را ساخته است.

## هواگردها

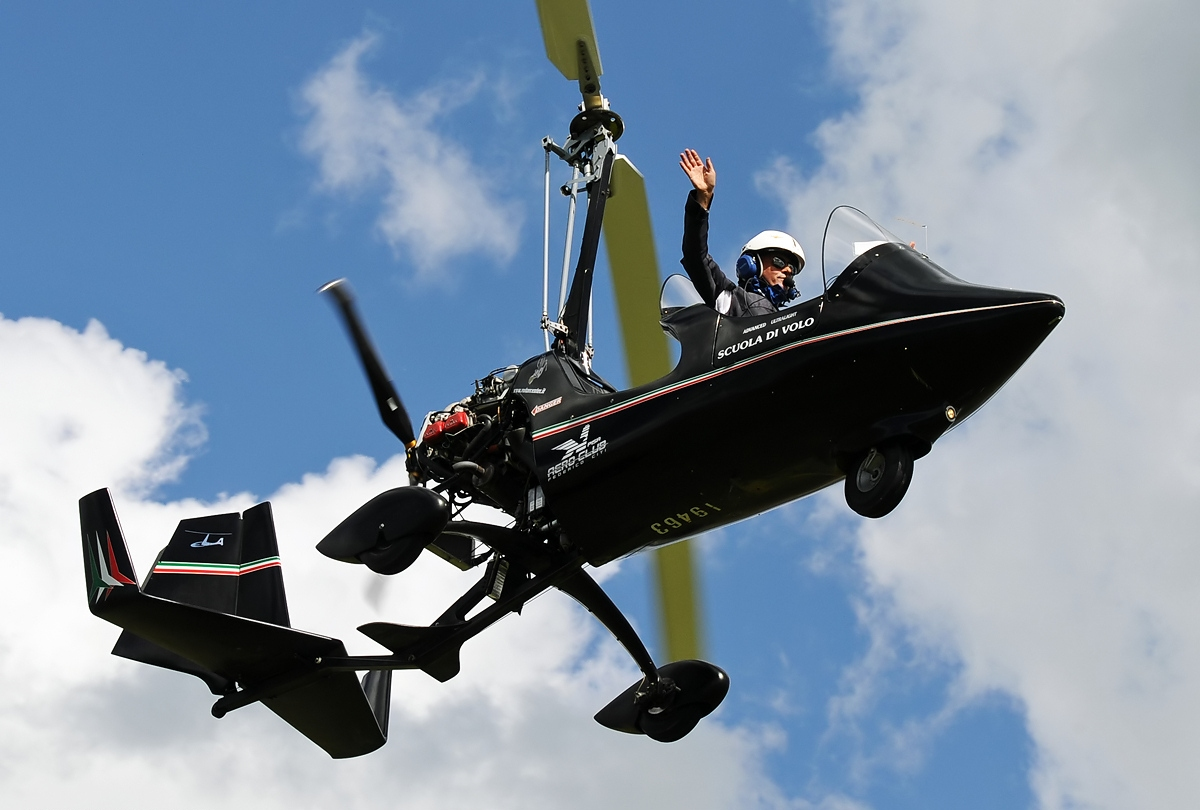
بالگرد ای‌ال‌ای ۰۷

| نام مدل          | اولین پرواز | تعداد ساخت | نوع                     |
| ---------------- | ----------- | ---------- | ----------------------- |
| ای‌ال‌ای ۰۷        |             |            | بالگرد ۲ نفره کابین باز |
| ای‌ال‌ای ۱۰ اکلیپس |             |            | بالگرد ۲ نفره کابین باز |